# Jarosław Godziur
Jarosław Michajłowicz Godziur, ros. Ярослав Михайлович Годзюр, ukr. Ярослав Михайлович Годзюр, Jarosław Mychajłowicz Hodziur (ur. 6 marca 1985 w Iwano-Frankiwsku) – rosyjski piłkarz pochodzenia ukraińskiego, grający na pozycji bramkarza. Zmienił obywatelstwo ukraińskie na rosyjskie.

## Kariera piłkarska

### Kariera klubowa
Wychowanek DJuSSz-3 w Iwano-Frankiwsku, barwy którego bronił w juniorskich mistrzostwach Ukrainy (DJuFL). Rozpoczął karierę piłkarską w miejscowej drużynie Czornohora Iwano-Frankiwsk. Potem podpisał kontrakt z klubem Hazowyk-Skała Stryj, ale kontynuował występy w Czornohorze na wypożyczeniu. W sierpniu 2006 wyjechał do Rosji, gdzie próbował swoich sił w Krylja Sowietow Samara. Ale występował tylko w drużynie rezerwowej samarskiego klubu. W styczniu 2008 przeszedł do Dynama Kijów. Jednak nie potrafił przebić do podstawowego składu i bronił barw drugiej drużyny. W czerwcu 2008 podpisał kontrakt z rosyjskim klubem Terek Grozny, a 10 sierpnia 2008 debiutował w Premier Lidze. W następnym meczu puścił 5 bramek i od tego czasu występuje w drużynie rezerwowej. 14 czerwca 2017 przeniósł się do Urału Jekaterynburg.